# Adășeni
Adășeni est une commune du județ de Botoșani en Roumanie.

## Démographie
Lors du recensement de 2011, 96,97 % de la population se déclarent comme roumains (2,95 % ne déclarent pas d'appartenance ethnique et 0,07 % déclarent appartenir à une autre ethnie).
En 2011, la répartition des groupes confessionnels se présente comme suit :
- Orthodoxes (96,9 %)
- Inconnue (2,95 %)
- Autre (0,14 %)

## Politique
| Parti | Parti                                                 | Sièges |
| ----- | ----------------------------------------------------- | ------ |
|       | Parti social-démocrate (PSD)                          | 4      |
|       | Union nationale pour le progrès de la Roumanie (UNPR) | 2      |
|       | Parti national libéral (PNL)                          | 2      |
|       | Parti de la Grande Roumanie (PRM)                     | 1      |